# La viuda joven
La viuda joven es una telenovela venezolana, producida por Sandra Rioboó para Venevisión. Escrita por Martín Hahn, inspirada en la vida de la baronesa española Carmen Cervera, contó además en el equipo de guion con Cristian Paulsen y Manuela Acevedo.
Está protagonizada por Mariángel Ruiz, Verónica Schneider y Luis Gerónimo Abreu. Cuenta además con las actuaciones estelares de Juan Carlos García, Luciano D' Alessandro, Miguel de León y Astrid Carolina Herrera.

## Sinopsis
La Baronesa Inmaculada Von Parker es una enigmática mujer de extraordinaria belleza que cautiva a los hombres con un magnetismo y un encanto increíble. Su personalidad tranquila y autocontrol le dan la capacidad de manejar todas las situaciones a su alrededor, pero también la hacen sospechosa de haber asesinado a sus exmaridos; Sin embargo, nadie ha podido probar esto. Alejandro es un detective policial de origen humilde, con una brillante carrera en la Unidad de Homicidios. Marcado por la traición, Alejandro ha permanecido soltero debido a la mujer que lo dejó con el corazón roto.
Von Parker es sospechosa de orquestar la muerte de su cuarto esposo. La prensa, la familia Humboldt y la Fuerza de Policía están constantemente, casi agresivamente, buscando pistas que finalmente ayuden a aclarar el secreto de "La Baronesa" y exponerla a la asesina que todos creen que es. El caso está asignado al detective Abraham. Aquí el trágico pasado que ambos comparten sale a la luz. Inma ve su salvación en el hombre que una vez amó, pero el detective Abraham ya no siente lo mismo. Alejandro está demasiado herido, por lo que toma el caso contra la mujer que desapareció inesperadamente de su vida, dejándolo esperando en el altar de la iglesia durante la celebración de su boda, prometiendo vengarse de ella y revelar su verdadero rostro malvado al mundo. A pesar de tomar varios años para superar el incidente, irónicamente, después de nueve años, Inma reaparece justo cuando conoce a Abril Armas, una mujer encantadora que ha renovado su vida y ha despertado en él la esperanza de hacer un hogar.
La baronesa trata de envolver al detective emocionalmente, porque sabe que su gran amor, también es su gran enemigo. Una relación de amor y miedo, pasión y desconfianza. Alejandro está obsesionado con encontrar formas de atrapar a Inmaculada o su cómplice. El detective está a punto de resolver el enigma, pero cada vez que un testigo puede desentrañar parte del misterio, algo les sucede: desaparecen, cambian de opinión o mueren a manos de "La viuda negra".

## Reparto
- Mariángel Ruiz - Inmaculada "Inma" Rojas, Baronesa Vda. de Von Parker
- Verónica Schneider - Abril Armas
- Luis Gerónimo Abreu - Alejandro Abraham
- Juan Carlos García -  Jeremías Miranda
- Luciano D' Alessandro - Christian Humboldt
- Miguel de León - Vespasiano Calderón
- Astrid Carolina Herrera - Ivana Humboldt de Calderón
- Carlos Mata - Ángel Abraham
- Carlos Cruz - Rogelio Galíndez
- María Antonieta Duque - Iris Fuenmayor / Vilma Bravo
- Iván Tamayo - Simón Madero
- Rafael Romero - Tirso Damasco
- Javier Vidal - Federico Humboldt
- Eva Blanco - Elda Lugo
- Sonia Villamizar - Peggy Pardo-Pardo
- Beba Rojas - Vicenta Palacios de Humboldt
- Antonio Delli - Julio Castillo
- José Luis Useche - Domingo Parada
- Paula Bevilacqua - Grecia Burgos
- Elio Pietrini - Don Elías
- José Romero - Leonel Hernández
- Yelena Maciel - Luna Sosa / Ruth Luna "La Pelusa"
- Sheryl Rubio - Sofía Carlota Calderón Humboldt
- Carlos Felipe Álvarez - Josué Calderón Humboldt
- Marjorie Magri  - Karelis Abraham
- Aileen Celeste - Vanessa Humboldt de Castillo
- Susej Vera - Macarena Black
- Eleidy Aparicio - África Porras
- Claudio de la Torre - Enmanuel Madero
- César Flores - Pedro
- Crisbel Henríquez - Claudia Pardo-Pardo
- Josette Vidal - Julie Castillo Humboldt
- Stephanie Cardone - Sonia
- José Vicente Pinto - Rosario Tabares
- Andreína Carvó - Sandra Reverón
- Guillermo Roa - Sebastián Madero
- Meisbel Rangel - La niña fantasma
- Roberto Messuti - Matías Humboldt
- Hans Christopher - Peter Von Parker
- Ray Torres - Orlando
- Jean Carlo Simancas - Salomón Grum "El Pelúo" / Diego Luna
- Carlos Guillermo Haydon - Thomas Rulfo
- Prakriti Maduro - Clarisa
- Gerardo Soto - Doctor de Abril
- Belén Peláez - Presa junto a Vicenta
- Jaime Araque - Salvatore Bonvicini
- Diana Marcoccia - Janet "Neta" Calderón Humboldt
- Catherina Cardozo - Francesca Bonvicini
- Alejo Felipe - Pascual Bonvicini
- Manuel Salazar - Ernesto
- José Vieira - Denis Rodríguez
- Emma Rabbe - Dra. Penélope Arrechero
- Gustavo Rodríguez - Ignacio
- Edgard Serrano - Asistente de la Viuda Negra

## Presentación en NATPE 2011
Venevisión presentó en NATPE 2011 (Exposición al mercado internacional de varias telenovelas realizadas en el 2011 para su exportación), celebrada el pasado 24 al 26 de enero del 2011 en el Fontainebleau Resort de la ciudad estadounidense de  Miami Beach; los primeros capítulos de La viuda joven. La exhibición de sus primeros capítulos durante el mercado internacional tuvo gran aceptación y fue aplaudida por los presentes.

## Presentación en MIPTV 2011
Venevisión International la llevó y mostró en la feria del mercado internacional MIPTV que tuvo lugar en el Palais des Festivals en Cannes, Francia; el 4 de abril de 2011.

## Versiones
Venevisión International, empresa de la Organización Cisneros, anunció el acuerdo que le da los derechos para Indonesia de la serie “The Black Widow” al equipo de producción conceptual de Indonesia PT. Wayang Sinema. .
En el 2013 se anunció que “La viuda joven” será adaptada y emitida al público de Estados Unidos a través de la cadena televisiva NBC. El canal norteamericano en conjunto con la productora Electus desarrollarán la versión estadounidense de esta telenovela venezolana.

## Audiencia
La transmisión de su capítulo final en Venezuela el 7 de septiembre de 2011 logró un récord de sintonía para la cadena Venevisión con 80% de Share. En promedio total alcanzó desde el inicio hasta el final de la telenovela un 53,5%, es decir entre marzo y septiembre de 2011, según datos de la encuestadora privada AGB. El programa especial transmitido antes del capítulo final alcanzó 77% de share. Es el índice de audiencia más alto para una telenovela en Venezuela desde los tiempos de la competencia RCTV-Venevisión.